# 24289 Антоніпалма
24289 Антоніпалма (1999 XO190, 1997 HT4, 24289 Anthonypalma) — астероїд головного поясу, відкритий 12 грудня 1999 року.
Тіссеранів параметр щодо Юпітера — 3,486.